# 로코

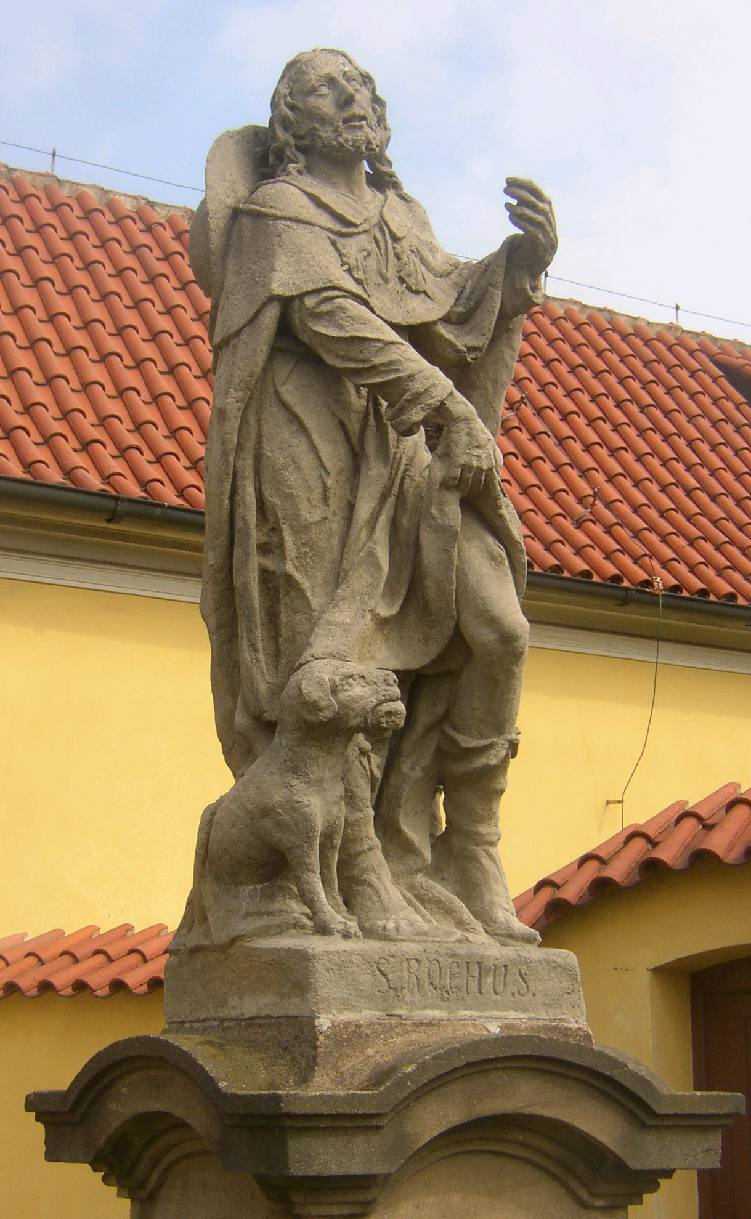
성 로코

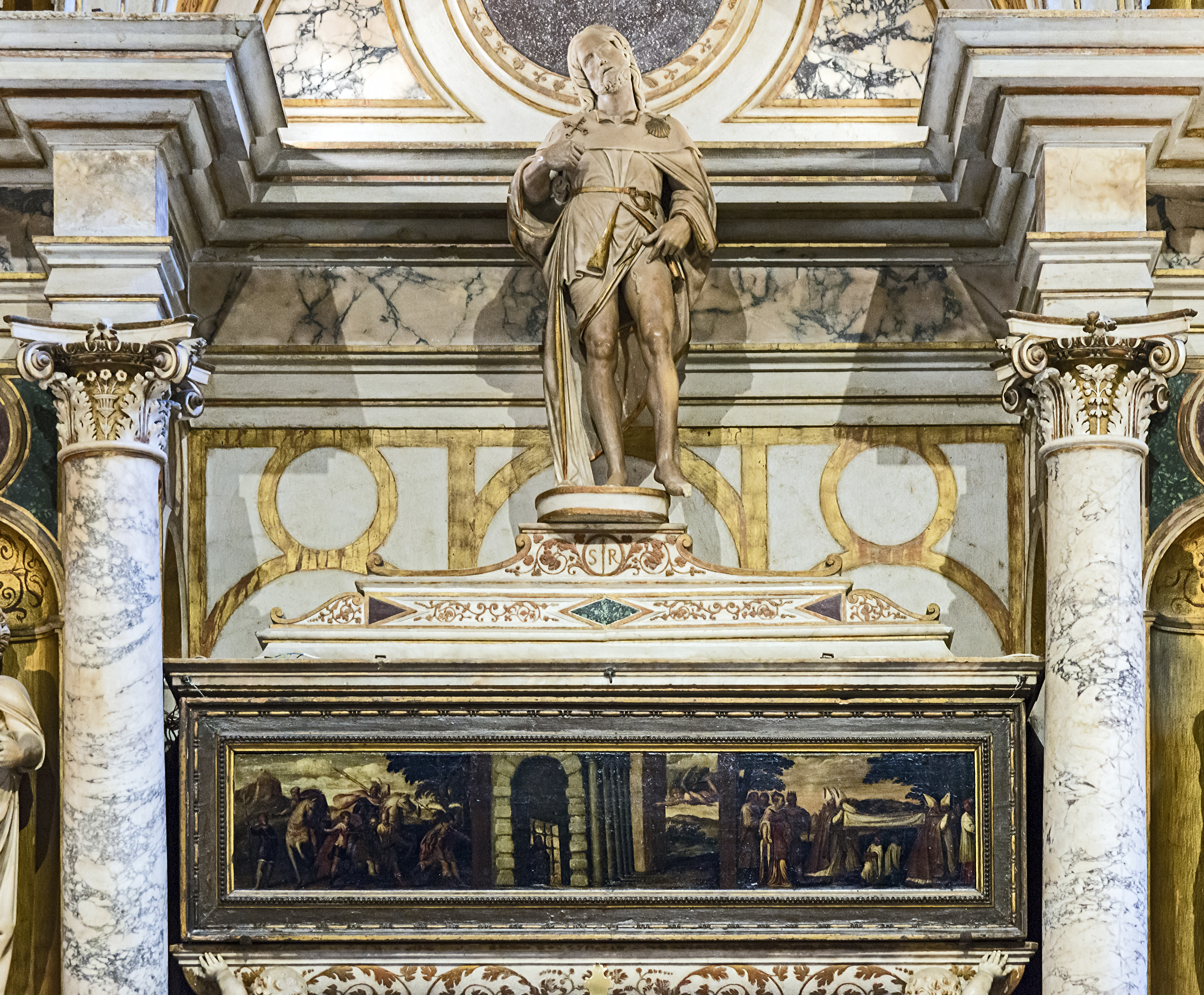
베니스에서 세인트 로크의 무덤.

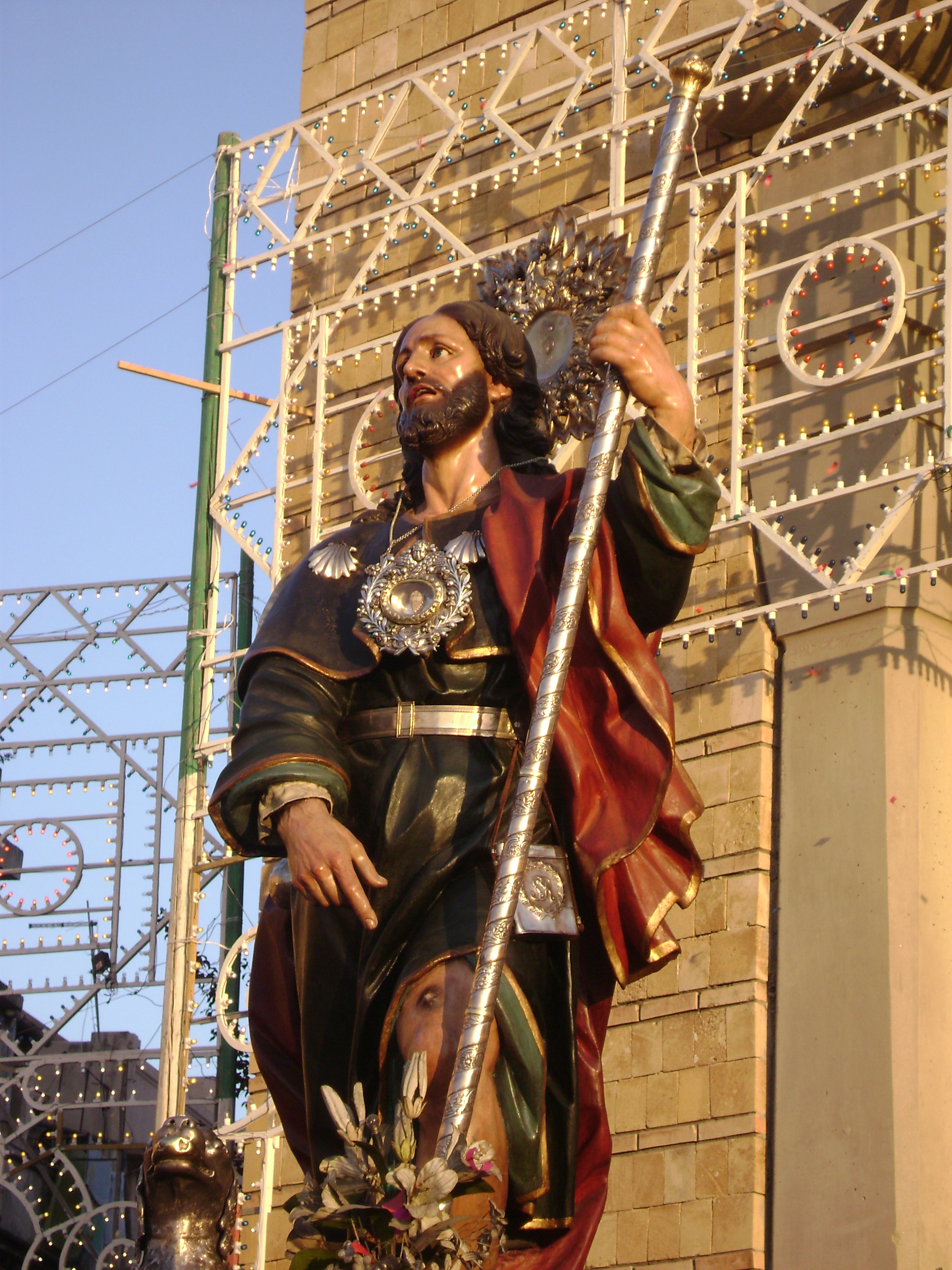
이탈리아 시실리에 있는 동상

로코(라틴어: Rochus 로쿠스[*], 프랑스어: Roch 로크[*], 1295년 - 1327년)는 14세기에 활동한 프랑스의 은수자이다. 로마 가톨릭의 성인. 축일은 8월 16일. 미술에서는 그의 모습을 지팡이와 조가비를 들고 있는 순례자 복장에 넓적다리에 상처가 있으며, 빵을 물고 있는 개 한 마리가 곁에 있는 남자로 묘사한다. 외과의사, 약사, 순례자, 땅을 파는 사람, 여행자, 병약한 사람, 가난한 사람, 죄수의 수호 성인이다.

## 행적
로코는 널리 공경받지만 그에 대해서 확실하게 알려진 사실은 거의 없다. 로코는 14세기 프랑스 몽펠리에의 귀족 가문에서 태어났다. 그는 수도생활에 대한 소명을 느끼고 자신의 재산을 모두 가난한 사람들에게 나누어준 후 로마를 향해 순례를 떠났다. 그 사이 무서운 흑사병이 창궐하여 전 유럽에 퍼졌다. 많은 순례자들이 병에 걸릴 것은 두려워하여 고향으로 돌아갔다. 그러나 로코는 헌신적으로 병자들을 돌보았으며 그가 돌본 많은 사람들이 병이 나았기 때문에 머지않아 그는 기적을 일으키는 사람이라고 알려졌다. 로코는 로마에 도착하여 순례를 완수했다. 그러나 돌아오는 길에 그 자신이 흑사병에 걸렸으나 아무도 그를 도와주지 않았다. 로코는 숲 속에 오두막을 짓고 기도하며 자신의 죽음을 기다렸다. 그러자 한 천사가 나타나 그를 치료해 주었고 개 한 마리가 매일 그에게 빵을 가져다주었다. 마침내 로코는 완쾌하여 다시 몽펠리에로 떠났다. 여기서부터 로코에 관한 여러 전설이 일치하지 않는다. 어떤 전설에 따르면 로코는 국경 근처에서 첩자로 의심을 받아 체포되어 감옥에서 여생을 마쳤다고 하며 다른 전설에 따르면 몽펠리에로 돌아가 그곳에서 죽었다고 한다.